# رمية (هدف)

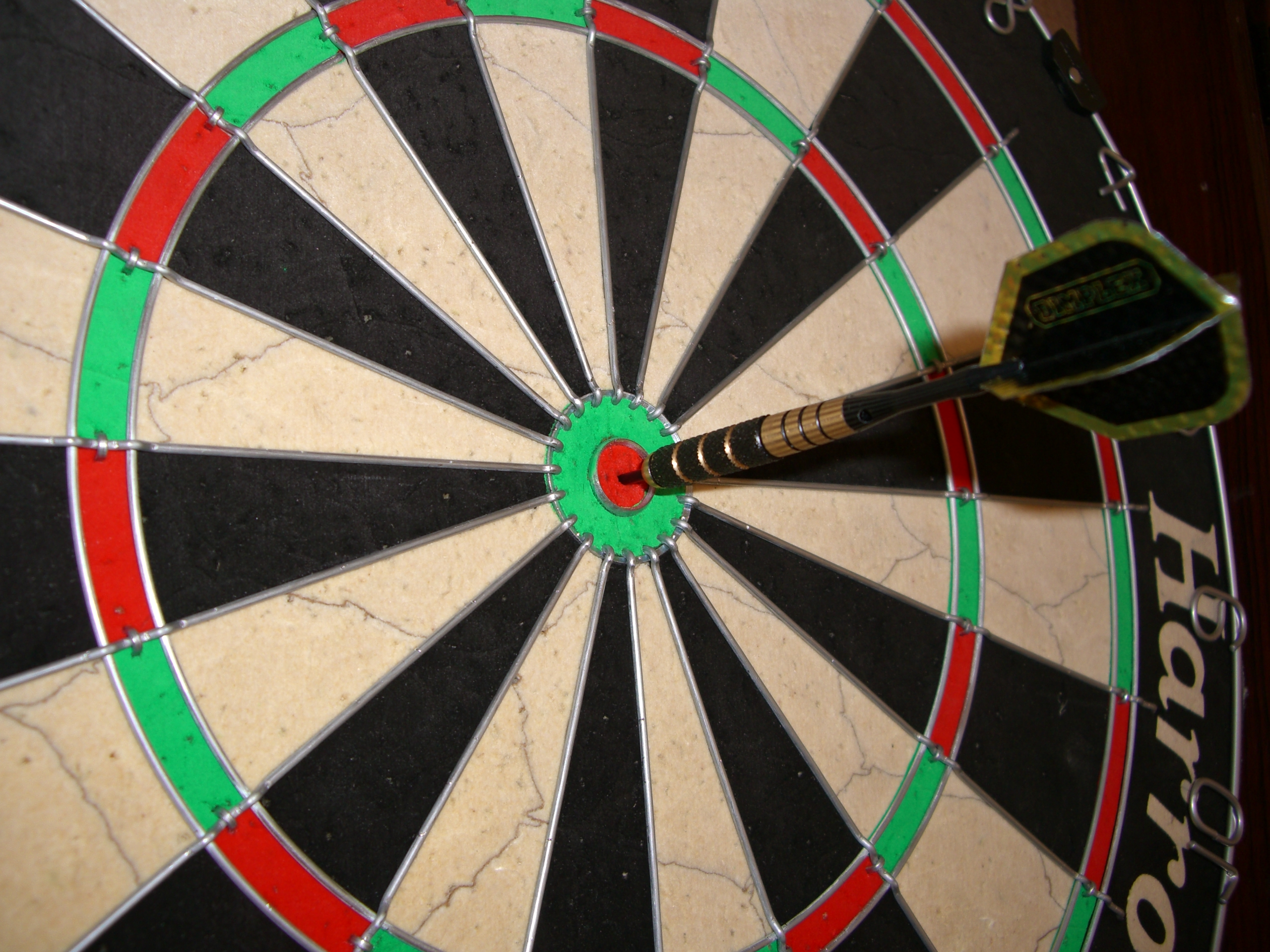
حظوة أصابت بؤرة الهدف

الرَّمِيَّة أو الهدف أو الغَرَض أو القِرْطَاس الدَّريئة (الجمع: دَرَايا، ودَرَائِيء) أو النجيث أو النيشان[بحاجة لمصدر] هدف يتكون من دوائر متحدة المركز. ويستخدم النيشان في رياضات مثل الجماحية والرماية ورمي الرصاص.

## معرض صور

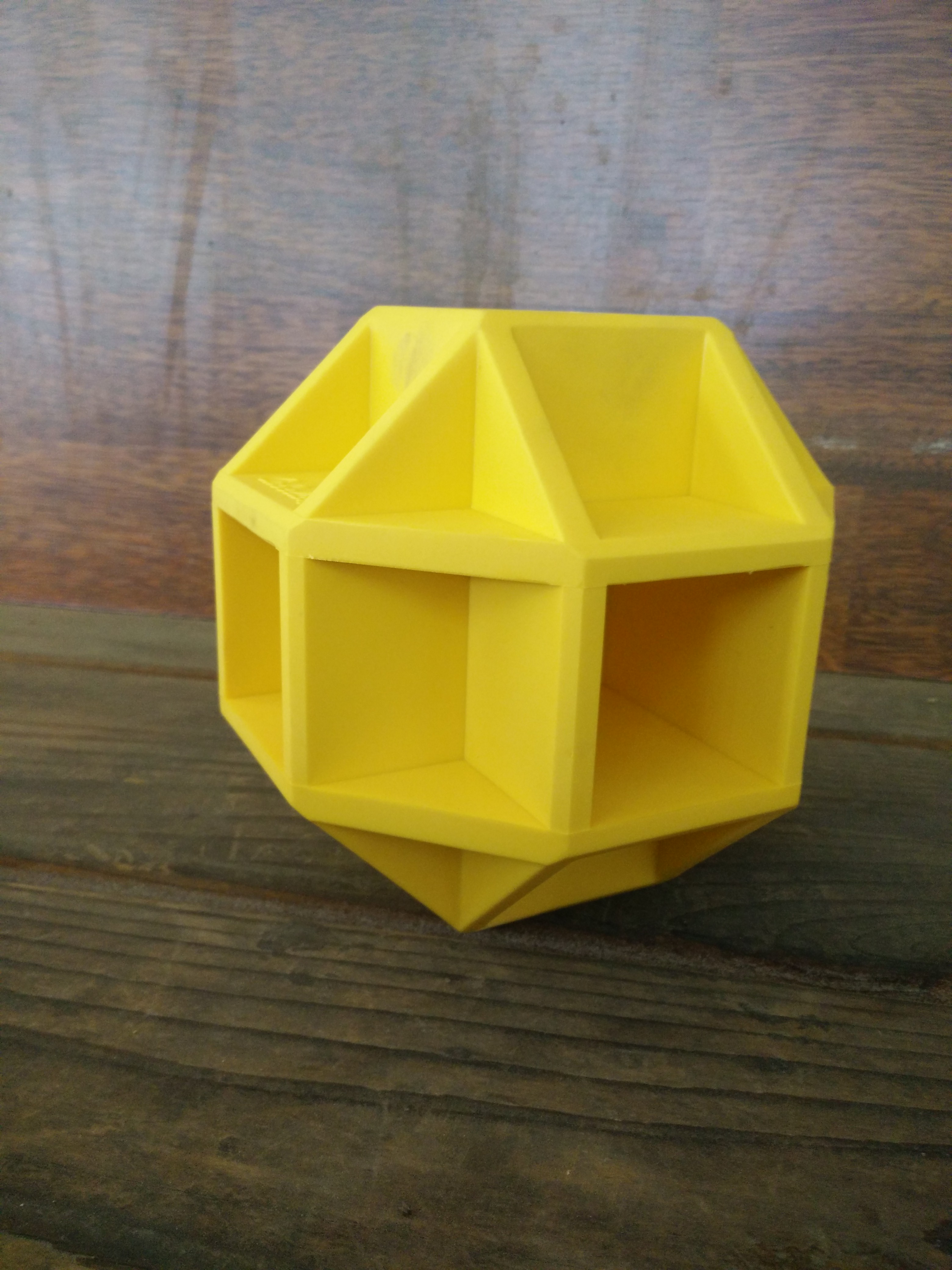
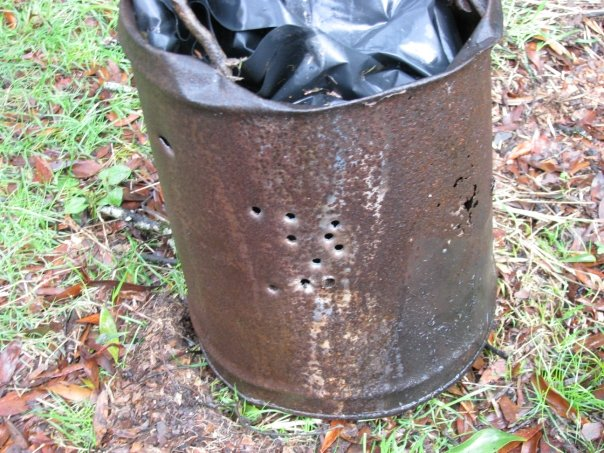
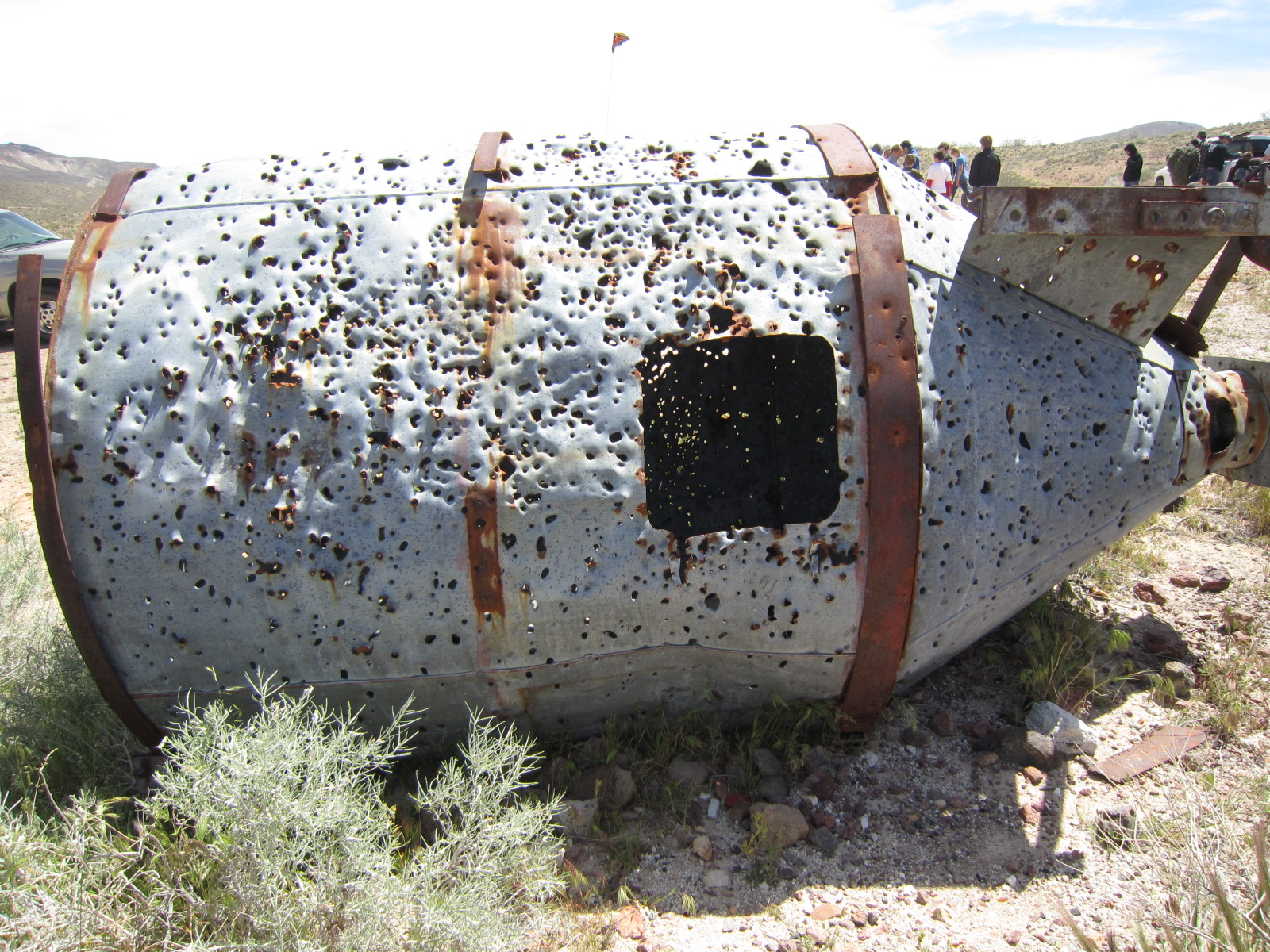